# Зара Нелсова
Заря Нелсова (англ. Zara Nelsova, уроджена Кацнельсон; 23 грудня 1918, Вінніпег, Канада — 10 жовтня 2002, Нью-Йорк, США) — канадська та американська віолончелістка, музичний педагог.

## Біографія
Зара Нелсова народилася сім'ї вихідців із Росії, які емігрували до Канади 1910 року. Її батько, флейтист Григорій Кацнельсон, випускник Санкт-Петербурзької консерваторії, який виступав під псевдонімом Грегор Нелсов, став її першим учителем музики. Надалі її вчителями були такі музиканти, як Дежо Махалек, Герберт Воллен, а пізніше Пабло Казальс, Емануель Фоєрман та Грегор П'ятигорський.
Зара почала виступати у своєму рідному Вінніпезі вже у п'ять років. Зі своїми сестрами Енн та Ідою вона виступає на музичних фестивалях-конкурсах Манітоби. 1928 сім'я перебирається до Лондона, а з наступного року і аж до 1939 сестри виступають як Канадське тріо. Перший сольний концерт у Лондоні Зара дає 1930 року, а її концертний дебют відбувся через рік, коли вона виконала концерт Лало з Лондонським симфонічним оркестром. 1936 року, у сімнадцять років, Зара Нелсова дає перший сольний речиталь у лондонському Вігмор-холі.
1939 року Зара повертається до Канади, де стає першою віолончеллю Торонтського симфонічного оркестру та учасницею нового Канадського тріо разом з Ернестом Макмілланом та Кетлін Парлоу. Рівночасно вона викладає в Торонтській консерваторії. З 1962 року до самої смерті вона викладає у Джульярдській школі. Вона також вела викладацьку роботу в Ратґерському університеті.
Протягом усієї кар'єри Нелсова багато гастролює. Вона виступала у міській ратуші Нью-Йорка 1942 pore та у Лондоні 1949, на запрошення Ернеста Блоха взявши участь у фестивалі його творів. 1950 року з оркестром Бі-бі-сі вона вперше виконує в Європі віолончельний концерт Барбера. Їй також належить честь прем'єрного виконання творів Гіндеміта (A Frog He Went A-Courting, Лондон, 1948), Олександра Бротта (Arabesque, Монреаль, 1958), Олексія Гаєва, Alexei Haieff, Соната для віолончелі, 1963, Концерт для віолончелі, концертний зал «Танглвуд» у Массачусетсі, 1969. 1954 року вона два місяці виступає в Ізраїлі, після чого здійснює восьмитижневе турне Аляскою і Північно-Західними територіями Канади, а наступного року в Лондоні та Нью-Йорку дає серію сольних віолончельних речиталів. 1966 року Нелсова стала першою північноамериканською віолончелісткою, яка здійснила турне Радянським Союзом. 1967 року вона взяла участь у Всесвітній виставці у Монреалі. Вона також виступала у Білому домі перед президентом США Ніксоном.
1963 року Зара Нелсова вийшла заміж за американського піаніста Гранта Джоханнеса. Їх шлюб тривав десять років, і вони часто виступали разом, у тому числі здійснивши турне Канадою 1976 року як солістів Ванкуверського симфонічного оркестру.